# L’École des filles
L’Escole des Filles ou la Philosophie des dames ist ein erstmals 1655 in Paris erschienenes erotisches Buch eines unbekannten Autors, in dem zwei Cousinen über sexuelle Themen diskutieren.

## Geschichte

### Erstauflage und Gerichtsprozess
Über die Umstände, unter denen L’Escole des Filles erschien, ist dank den Forschungen von Frédéric Lachèvre (1855–1943), der auch die Akten des Gerichtsprozesses über die Veröffentlichung des Werks im Archiv entdeckte, Näheres bekannt.
Im Frühling 1655 willigte der Pariser Drucker Louis Piot ein, 300 Exemplare von L’Escole des Filles, davon 50 auf hochwertigem Papier, zu setzen und zu verlegen. Die Herausgeber waren Jean L’Ange und Michel Millot. Das Manuskript stammt aus der Feder L’Anges, was aber nicht bedeuten muss, dass er der Autor war. Millot, der die Kosten zu drei Vierteln trug, war unter Ludwig XIV. entweder Steuerprüfer oder für die Bezahlung der Schweizer Soldaten zuständig. L’Ange war nach eigenen Angaben 1610 in Paris geboren und als Stallmeister ebenfalls für den König tätig. Das Titelblatt stammte aus der Werkstatt des Illustrators und Kupferstechers François Chauveau. Der zuständige Buchbinder war Louis Framery.
Piot versuchte unvorsichtigerweise, sich von der Korporation der Buchhändler und Drucker Straffreiheit zusichern zu lassen, worauf der Staatsanwalt über das skandalöse Buch informiert wurde. Am 12. Juni wurde L’Ange festgenommen und in Millots Wohnung der Großteil der Auflage sichergestellt. Millot selbst war nicht aufzufinden und blieb flüchtig. Das Gerichtsurteil erging am 7. August und sah die Konfiszierung des gesamten Besitzes von Millot vor, was aber bei einem Flüchtigen kaum durchzusetzen war. Am 9. August wurde er zusammen mit den beschlagnahmten Büchern in effigie verbrannt. L’Ange wurde zu 200 Livres Geldbuße verurteilt, blieb aber wegen der Gerichtsferien noch bis zum 8. Oktober in Gefangenschaft. Von den nicht beschlagnahmten Exemplaren der Erstauflage des Werks haben sich keine erhalten.

### Neuauflagen und Erwähnung in anderen Werken
Bis zur Mitte des 19. Jahrhunderts wurde über L’Escole des Filles nur in Verbindung mit der 1724 erschienenen Carpentariana ou Remarques d’histoire, de morale, de critique, d’érudition et de bons mots de M. Charpentier berichtet. Diese von einem Autor namens Boscheron zusammengestellte Sammlung über François Charpentier (1620–1702) nennt „Helot“ als Autor und berichtet kurz über den gegen ihn angestrengten Gerichtsprozess. In welchem Maße Carpentariana tatsächlich auf eigene Erinnerungen von Charpentier zurückgeht, ist ungewiss.
Der Arzt Guy Patin nennt in einem 1655 an seinen Lyoner Kollegen Charles Spon adressierten Brief „Milot“ als Autor.
Bei den ersten heute noch erhaltenen Auflagen handelt es sich um holländische Raubdrucke von 1667 und 1668. Das möglicherweise von Claude Le Petit (1638–1662) gedichtete Madrigal, das in den holländischen Ausgaben dem Werk vorausgeht, ist – offenbar wegen eines Druckfehlers – dem Autor „Monsieur Mililot“ gewidmet. Es ist unwahrscheinlich, dass die Originalausgabe auch diese Widmung enthielt, da Millot das Werk heimlich drucken ließ und kein Interesse daran hatte, sich selbst zu verraten.
Obwohl er mehrmals als solcher genannt wird, ist es zweifelhaft, dass Millot der Autor von L’Escole des Filles war, da es in diesem Fall sein einziges Werk wäre.
Samuel Pepys berichtet in seinen Tagebüchern, er habe „L’escholle des filles“, das „müßige, schurkische Buch“ (the idle, rogueish book) in einer Buchhandlung gekauft, und, nachdem er es gelesen hatte, verbrannt.
1865 veröffentlichte Auguste Poulet-Malassis in Brüssel wieder eine Neuauflage des Buchs.
In dem 1989 in England erschienenen Roman Eros in Town („Die Lust in der Stadt“) ist dieses Buch vom Autor in die Handlung eingeflochten worden.
Eine englische Übersetzung The School of Venus, or the Ladies Delight, Reduced into Rules of Practice erschien 1680.

## Inhalt
In der Zusammenfassung, die den zwei Dialogen des Hauptteils vorausgeht, werden die Umstände der Handlung kurz beschrieben. Robinet, Sohn eines Händlers, ist in ein junges Mädchen namens Fanchon verliebt, der er sich aber aufgrund ihrer Naivität nicht zu nähern vermag. Daher überzeugt er Fanchons ältere Cousine Susanne, sie durch ein vertrauensvolles Gespräch aufzuklären und gleichzeitig ihre Lust zu entfachen.
Im Laufe ihrer Unterhaltung sprechen Susanne und Fanchon über eine Vielzahl von Themen, etwa das Heiratsalter, die männlichen und weiblichen Geschlechtsorgane und den Geschlechtsverkehr. Fanchon erklärt sich am Ende des ersten Dialogs bereit, sich von Robinet deflorieren zu lassen.
Der zweite Dialog findet einige Tage später statt. Auf Nachfrage von Susanne gibt Fanchon einen detaillierten Bericht ihres ersten Verkehrs mit Robinet ab. Die beiden Frauen sprechen weitere Themen an, darunter Sexstellungen, Flagellantismus, Penisgrößen, Empfängnisverhütung und Heirat.